# エトクトノトキシン
エトクトノトキシン（Aetokthonotoxin、略称: AETX）は、北米の鷲に液胞脊髄症（VM）を引き起すシアノバクテリア由来の神経毒素である。2021年に発見された。エトクトノトキシンの生合成は淡水系における臭化物イオンの利用可能性に依存しており、毒素産生シアノバクテリアAetokthonos hydrillicolaとこのシアノバクテリアが着生して成長する宿主植物（最も重要なのはクロモ）との間の相互作用を必要とするため、1994年にハクトウワシでこの病気が初めて診断された後にこのVM誘導毒素としてエトクトノトキシンが発見されるまで25年以上を要した。本毒素は食物連鎖を通じて次々と移っていく。他の動物では、毒素産生シアノバクテリアとコロニーを作るクロモを餌とする魚ならびにオオバンおよびカモといった水鳥に影響を与える。エトクトノトキシンはこれらの動物を捕食するハクトウワシといった猛禽類に伝播する。
エトクトノトキシンの全合成は2021年に達成され、エトクトノトキシンの生合成に関与する5つの酵素の機能は2022年に記載された。

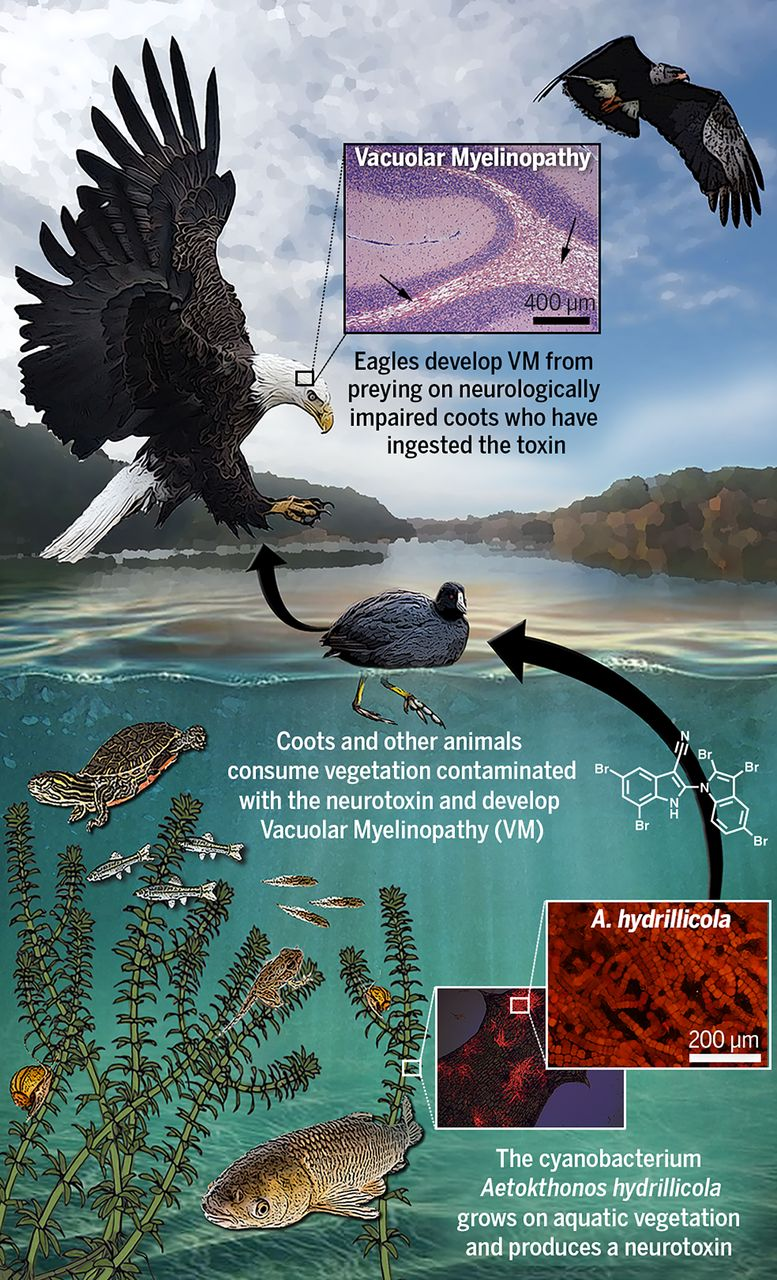
シアノバクテリアからハクトウワシへの毒素の伝播